# Уч-Эмчек (Таласская область)
Уч-Эмчек (кирг. Үч-Эмчек) — село в Таласском районе Таласской области Кыргызстана. Административный центр Куугандинского аильного округа. Код СОАТЕ — 41707 232 860 01 0.

## Население
По данным переписи 2009 года, в селе проживало 2220 человек.

## Известные жители и уроженцы
- Орозалиев, Керимкул Кенжеевич (1912—2008) — киргизский советский политический деятель, секретарь ЦК КП(б) Киргизии, учёный-историк. Лауреат Государственной премии Киргизской ССР в области науки и техники.
- Тазабеков, Мамбетсалы (1896—1955) — Герой Социалистического Труда.
- Эралиев, Суюнбай (1921—2016) — советский и кыргызский поэт, народный поэт Киргизской ССР (1974), Герой Кыргызской Республики (2006).